# Angelo Tonolo
Angelo Tonolo (Casale sul Sile, 5 de dezembro de 1885 – Pádua, 22 de junho de 1962) foi um matemático italiano.
Graduado em matemática pela Universidade de Pádua, dentre seus professores constam Gregorio Ricci-Curbastro e Tullio Levi-Civita. Em 1930 foi professor na Universidade de Ferrara. Retornou para Pádua, onde também trabalhou com Francesco Flores D'Arcais, Giuseppe Veronese e Francesco Severi.

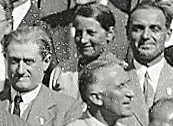
Da esquerda para a direita: Alfred Rosenblatt, Helene Stähelin (ao fundo), Angelo Tonolo e J. Züllig, Congresso Internacional de Matemáticos, Zurique, 1932

Foi palestrante convidado do Congresso Internacional de Matemáticos em Zurique (1932).
Em 1950 foi eleito membro da Accademia Nazionale dei Lincei.

## Publicações selecionadas
- Sull'integrazione delle equazioni fondamentali dell'elettrodinamica (Annali di Matematica Pura ed Applicata (1898 - 1922) Volume 17, Number 1, 29-59)
- Sulla integrazione delle equazioni elettromagnetiche di Maxwell-Hertz (Annali di Matematica Pura ed Applicata, Volume 8, Number 1, 233-261)
- Fondamenti di geometria metrica delle superficie dello spazio lineare a cinque dimensioni (Rendiconti del Circolo Matematico di Palermo (1884 - 1940) Volume 53, Number 1, 437-470)
- Lezioni di analisi infinitesimale (Dini Ulisse)
- Equazioni intrinseche di equilibrio dell'elasticità negli spazî a curvatura costante.(Rendiconti del Seminario Matematico della Università di Padova, 1 (1930), p. 73-84)
- Sopra un sistema di equazioni differenziali relativo ai moti rigidi delle varietà riemanniane a tre dimensioni a curvatura costante (Rendiconti del Seminario Matematico della Università di Padova, 19 (1950), p. 250-272)
- «Annibale Comessatti (Rendiconti del Seminario Matematico della Università di Padova, 15 (1946), p. 1-7)»
- Sistemi isostatici dei corpi elastici negli spazi a curvatura costante. (Rendiconti del Seminario Matematico della Università di Padova, 2 (1931), p. 152-163)
- Sui sistemi isostatici con sforzi costanti di un mezzo elastico in equilibrio (Annali della Scuola Normale Superiore di Pisa, Classe di Scienze, 2ª serie, Tomo I n. 3, 1932, p. 277-282)
- Sugli spazi riemanniani normali ad n dimensioni. (Rendiconti del Seminario Matematico della Università di Padova, 26 (1956), p. 328-333)
- Commemorazione di Gregorio Ricci-Curbastro nel primo centenario della nascita. (Rendiconti del Seminario Matematico della Università di Padova, 23 (1954), p. 1-24)
- Commemorazione di Giuseppe Vitali (Rendiconti del Seminario Matematico della Università di Padova, 3 (1932), p. 67-81)
- Integrazione dell'equazione delle onde sferiche smorzate e forzate. (Rendiconti del Seminario Matematico della Università di Padova, 4 (1933), p. 52-66 )
- Sulle funzioni complesse di più variabili olomorfe di ordine n. (Rendiconti del Seminario Matematico della Università di Padova,6 (1935), p. 9-20 )
- Teoria tensoriale delle deformazioni finite dei corpi solidi (Rendiconti del Seminario Matematico della Università di Padova, 14(1943), p. 43-117)